# Peter Deimböck
Peter Deimböck (nascido em 24 de abril de 1942) é um ex-ciclista austríaco de ciclismo de estrada.
Competiu nos Jogos Olímpicos de Verão de 1960 em Roma, onde fez parte da equipe austríaca que terminou em décimo terceiro lugar na prova de 100 km contrarrelógio por equipes.